# Raritate (economie)
Raritatea este un concept central în economie. De fapt, economia neoclasică, școala actuală dominantă de economie, își definește raritatea ca domeniu: urmând definiția dată de Lionel Robbins, raritatea este studiul alocării bunurilor rare. Raritatea înseamnă insuficiența resurselor pentru a produce îndeajuns, pentru a îndeplini nevoile subiective, nelimitate. În mod alternativ, raritatea implică faptul că nu toate dintre scopurile societății pot fi atinse în același timp, astfel încât trebuie să se facă compromisuri sau schimburi între bunuri. 

## Raritatea resurselor
Raritatea resurselor este definită ca fiind diferența dintre ceea ce oamenii își doresc și cererea unui bun economic. Astfel, un bun este rar, dacă oamenii ar consuma mai mult din el în cazul în care ar fi gratis. Raritatea, notată cu S (din engleză scarcity) poate fi văzută ca o diferență între dorințele unei persoane (D) și posesiunile persoanei respective (P). 
Matematic aceasta poate fi exprimată ca: S = D - P. Dacă P > D, există o stare de raritate negativă, abundența. Pentru majoritatea oamenilor dorințele exced posesiunile și acest lucru poate fi un stimul pentru succesul material. Pentru alți oameni, dorința de posesiune poate conduce la conflicte, crime și război. Filosoful iluminist David Hume, a scris că „toate conflictele pornesc de la raritate“.

## Raritatea bunurilor și a serviciilor
Bunurile și serviciile sunt rare din cauza disponibilității limitate a resurselor (a factorilor de producție) și a posibilităților limitate ale tehnologiei și a priceperilor manageriale. Acestea determină locația barierei posibilităților de producție, reprezentate sub forma unei curbe. Ineficiențele în folosirea resurselor (folosirea neadecvată a factorilor de producție cum ar fi terenul sau capitalul) pot limita cantitatea produsă, astfel economia operează sub bariera posibilităților de producție. Este dificil de redus toate ineficiențele, iar unii caracterizează ineficiența instituțională prin termenul „raritate artificială“.
Acolo unde bunurile sunt rare, este necesar ca societatea să hotărască cum vor fi alocate și folosite. Economiștii studiază (printre altele) dacă societățile alocă aceste resurse în mod optimal, dar și eșecurile acestora de a atinge această optimalitate, ceea ce înseamnă că sunt ineficiente. 
De exemplu, toți am vrea să deținem bijuterii de aur. Totuși, cantitatea de aur disponibilă este limitată, astfel încât este necesar să se hotărască modul de alocare al acestei resurse. Într-o economie de piață acest lucru se realizează prin intermediul comerțului. (Alte căi care conduc la luarea acestei decizii implică tradiția, democrația comunității și guvernarea.) Pe piață, indivizii și organizațiile (cum ar fi corporațiile) fac schimburi comerciale, realocând resursele în direcția în care sunt dorite cel mai mult de acei care au putere de cumpărare. Într-un sistem al pieței care operează fără restricții, rata schimburilor dintre diferite resurse sau prețul se vor ajusta astfel încât cererea să fie egală cu oferta. Unul din rolurile economistului este de a descoperi relația dintre cerere și ofertă și de a dezvolta mecanisme, cum ar fi sistemul de prețuri, bonusurile și penalizările, pentru a obține un rezultat optim (exprimat în termeni de bunăstare a consumatorului). 
Unii consideră definiția de mai sus invalidă, pe motivul că presupune faptul că nevoile umane sunt nelimitate. „Nevoi nelimitate“ pare să fie produs al îndoctrinării (prin publicitate, mod de viață, conformarea la stilul de viață american). Unii consideră că dorința de a atinge o poziție socială înaltă conduce la un mod de viață materialist. În mod alternativ, infinitatea dorințelor poate fi rezultatul caracterului nesatisfăcător al muncii într-o economie capitalistă; nevoia care rezultă dintr-o muncă necreativă, folosită pentru a produce ceva ce nu prezintă interes (cu excepția câștigării unui salariu) poate fi „rezolvată“ cumpărând produsul dispensabil. Astfel în News from Nowhere, un roman marxist oarecum utopic scris de William Morris, existența unei munci creative ajută la abolirea rarității produselor. Oricum, majoritatea economiștilor nu sunt de acord cu aceste critici.
Este probabil ca anumite bunuri intangibile să rămână rare prin definiție sau prin design; exemplele ar putea include faima sau calitatea de membru al unei elite. Acestea sunt exemple de raritate artificială. Costul resursei necesare oferirii titlului de "cavaler de onoare" este mult mai mic în comparație cu valoarea acestui titlu.

## Vezi și
- Abundență (economie)